# Ludwig Finck (Maler)
Ludwig Karl Heinrich Finck (* 22. November 1857 in Hannover; † nach 1913 in Frankfurt am Main) war ein deutscher Landschaftsmaler.

## Leben und Werk
Ludwig Finck wurde 1857 in Hannover als Sohn des Malers Carl Fink (1814–1890) geboren. Er war Schüler seines Vaters, ging 1875 nach Frankfurt und verbrachte die Jahre 1876 bis 1878 zu Studienzwecken in München und Paris. Ab 1879 lebte er in Frankfurt. Er gehörte zu den Mitgliedern der Kronberger Malerkolonie.
Finck malte insbesondere Landschaftsbilder, darunter Gemälde mit Titeln wie „Wiesen bei Praunheim bei Gewitterstimmung“, „Das Köpperner Tal“, „Altweilnau“ oder sein 1913 datiertes Ölgemälde „Motiv aus dem Vogelsberg“.